# Оскоршница
Оскоршница (словен. Oskoršnica) је насељено место у општини Семич, регија Југоисточна Словенија, Словенија.

## Историја
До територијалне реорганизације у Словенији била је у саставу старе општине Чрномељ.

## Становништво
У попису становништва из 2011. године, Оскоршница је имала 70 становника.
| Број становника према пописима | Број становника према пописима | Број становника према пописима |
| ------------------------------ | ------------------------------ | ------------------------------ |
| 1991                           | 2002                           | 2011                           |
| 53                             | 78                             | 70                             |

Напомена: Године 1990. увећано за део насеља Вртача при Семичу. Године 2000. смањен за део насеља од којег је настало ново самостално насеље Совинек са деловима насеља Прапрот и Цокловца. Године 2003. извршена је мања размена територија између насеља Оскоршница и Семич.